# Seochang-dong, Gwangju
Seochang-dong (koreanska: 서창동) är en stadsdel i stadsdistriktet Seo-gu i staden Gwangju i den sydvästra delen av Sydkorea,  270 km söder om huvudstaden Seoul.